# Новое Акатово
Новое Акатово — опустевшая деревня в Кимрском районе Тверской области. Входит в состав Центрального сельского поселения.

## География
Находится в юго-восточной части Тверской области на расстоянии приблизительно 29 км на север по прямой от районного центра города Кимры недалеко от левого берега речки Червонка.

## История
Известна XIX века как Акатово. Однако, находилась тогда ближе к речке. В 1853 году здесь было 14 дворов. Перед затоплением водами Угличского водохранилища переехала несколько дальше от берега.

## Население
Численность населения: 0 человек в 2002 году, 1 в 2010.